# Olivia Harkin
Olivia Harkin is een Australische actrice.
In haar jeugd, op ongeveer 11-jarige leeftijd, speelde ze de hoofdrol in de Australische jeugdserie C/o The Bartons. Daarna speelde ze in 1992 een gastrol in de Australische politieserie Phoenix en in 2005 een bijrol in de Australische korte film Lucy's Heart.
Daarnaast is ze actief in het (amateur)theater.

## Filmografie

###### Televisie[4]
- Kaboodle (1986, productie Snow White and the Dreadful Dwarves) - Snow White
- C/o The Bartons (1988, alle twaalf afleveringen) - Elly Barton
- Phoenix (1992, seizoen 1, aflevering Shaking the tree) - Jacquie

###### Film[4]
- Lucy's Heart (2005) - Mrs. Edith Brown

## Theater[5]
- Fame - The Musical (27 juni 2002, The Street Theatre, Acton, ACT) - als Grace 'Lambchops' Lamb[6]
- Chicago (20 februari 2003, Erindale Theatre, Wanniassa, ACT)
- Gross Indecency: The Three Trials of Oscar Wilde (2 mei 2003, Theatre 3, Acton, ACT)
- Cosi (6 augustus 2003, Courtyard Studio, Civic Square, ACT)
- Grease (13 november 2003, The Street Theatre, Acton, ACT)
- Annie (16 januari 2004, Theatre 3, Acton, ACT) - als Lily St Regis[7]
- Fiddler on the Roof (19 februari 2004, Erindale Theatre, Wanniassa, ACT)
- Absolutely Fabulous (30 juli 2004, Gallery Cafe, Bruce, ACT)